# Gymnanthes discolor
Gymnanthes discolor là một loài thực vật có hoa trong họ Đại kích. Loài này được (Spreng.) Müll.Arg. mô tả khoa học đầu tiên năm 1863.